# Guarnición de Ejército Comandante Luis Piedrabuena
La Guarnición de Ejército «Comandante Luis Piedrabuena» es una base del Ejército Argentino localizada en la localidad homónima de la provincia de Santa Cruz. Dependiente de la XI Brigada Mecanizada.

## Historia
En 1980, el comandante en jefe del Ejército inauguró los cuarteles de la guarnición de ejército. Se establecieron el Grupo de Artillería 11 y el Batallón de Ingenieros de Combate 181. La creación de la base respondió a una política de defensa motivada por la crisis con Chile a fines de los años setenta.
En 1981, se instalaron definitivamente el mencionado grupo de artillería junto al Batallón de Ingenieros 11.

## Unidades
- Grupo de Artillería Blindado 11 «Coronel Juan Bautista Thorne».[4]
- Batallón de Ingenieros Mecanizado 11.[4]
- Campo de Instrucción «General Aladid».[5]